# Die Wölfe
Die Wölfe (Lupii)  este un film documentar, o dramă, filmul are trei episoade, el fiind produs în Germania în anul 2009 sub regia lui Friedemann Fromm. În film este prezentatată comportarea unei bande de tineri, acțiunea are loc în timpul Blocadei Berlinului. Filmul a fost distins cu Premiul Adolf Grimme.

## Distribuție
- Vincent Redetzki: Bernd (1948)
- Florian Lukas: Bernd (1961)
- Axel Prahl: Bernd (1989)
- Henriette Confurius: Lotte (1948)
- Annett Renneberg: Lotte (1961)
- Barbara Auer: Lotte (1989)
- Maximilian Werner: Ralf (1948)
- Constantin von Jascheroff: Ralf (1961)
- Neel Fehler: Jakob (1948)
- Florian Stetter: Jakob (1961)
- Matthias Brandt: Jakob (1989)
- Nina Gummich: Silke (1948)
- Stefanie Stappenbeck: Silke (1961)
- Johanna Gastdorf: Silke (1989)
- Philip Wiegratz: Kurt (1948)
- Aljoscha Stadelmann: Kurt (1961)
- Felix Vörtler: Kurt (1989)

## Alți actori
- Alma Leiberg